# Rhinyptia plana
Rhinyptia plana är en skalbaggsart som beskrevs av Walker 1871. Rhinyptia plana ingår i släktet Rhinyptia och familjen Rutelidae. Inga underarter finns listade i Catalogue of Life.